# Partido Comunista de Uruguay
El Partido Comunista de Uruguay (PCU), conocido como Partido Comunista o simplemente PCU, es un partido político uruguayo, fundado el 21 de septiembre de 1920 como una fracción del Partido Socialista del Uruguay, en adhesión a la Revolución rusa y la Tercera Internacional leninista. Su ala juvenil es la Unión de la Juventud Comunista.
Desde 1971 forma parte del Frente Amplio, de la cual es miembro fundador.

## Historia

### Origen
El PCU surge de la mayoría del Partido Socialista del Uruguay, en adhesión a la Revolución rusa y la Tercera Internacional leninista.
El I Congreso del PSU se realizó en el año 1912.
Al estallar la Primera Guerra Mundial, en el año 1914, importantes dirigentes del PSU, con Emilio Frugoni a la cabeza, intentan aprobar un pronunciamiento a favor de los aliados, y alinean al PSU contra lo que llamaban "la barbarie germánica" cuando Alemania aumentó su guerra submarina. El PS nunca se pronunció sobre el tema. El sector predominante en el PSU estaba fuertemente influenciado por las ideas de Karl Kautsky y por la izquierda socialista.
La Revolución rusa de octubre de 1917 agudizó al extremo la lucha de tendencias dentro del PSU. Apenas llegaron a Uruguay las noticias sobre la revolución bolchevique, se produjo una definición de posiciones: la mayoría se pronunciaría en apoyo de la revolución, con Eugenio Gómez y Celestino Mibelli a la cabeza; mientras que un grupo de dirigentes, predominante en el Comité Ejecutivo del partido y liderados por Frugoni, sostenía que había que esperar mayores definiciones del proceso ruso. Finalmente, cuando se funda la Internacional Comunista, el sector de Frugoni rechazó las tesis de la vieja Internacional Socialista, no estuvo de acuerdo con las posiciones de la IC sobre la revolución mundial y adhirió a la Unión de Viena, o "internacional dos y media" que rechazaba por igual el parlamentarismo y el reformismo de la socialdemocracia pero no aceptaba las tesis de la III Internacional. Por el contrario, postula la necesidad de reunificar las internacionales en una sola organización. Sin embargo, la lucha en el PSU no se definiría sino hasta 1920.
Eugenio Gómez había fundado la Federación Obrera Marítima, de la que era su principal dirigente, lo que significaba un cambio en la correlación de fuerzas en el seno del PSU. La huelga marítima y portuaria de 1918 permitiría a Gómez fortalecer las posiciones del ala revolucionaria e internacionalista del PSU.
La fundación de la Internacional Comunista precipitó la crisis en el PSU. La lucha en torno a la adhesión a la Internacional Comunista fue abierta y se libró en todos los centros partidarios, culminando en el VIII Congreso, inaugurado el 20 de septiembre de 1920. La victoria de los partidarios de la adhesión a la Internacional Comunista fue amplia: 1927 votos a favor de la adhesión, 175 en contra y 257 abstenciones.
El 16 de abril de 1921 se inauguró el Congreso Extraordinario que debía discutir las 21 condiciones requeridas para poder ingresar a la Tercera Internacional. El congreso se manifestó a favor de aceptar las 21 condiciones, por 1.007 votos a favor y 110 por aceptarlas con reservas. Los discrepantes fueron expulsados y más tarde reorganizaron el PSU. Gómez fue reelecto miembro del Comité Ejecutivo por el mayor número de votos.
El sector mayoritario del PSU pasó a llamarse Partido Comunista del Uruguay (PCU), como lo exigía la condición número 17 de la Internacional Comunista. Pero su radicalismo inicial le hizo concebir que funcionaban dentro de la "táctica anarquista" debido al desconocimiento real de la doctrina bolchevique. En 1922 se integra a la Komintern y comienza el disciplinamiento, que se concreta desde 1925 con la "bolchevización" del PCU.

### Su teoría de la "Revolución Uruguaya"

Bandera de los Partidos Comunistas a nivel internacional.

En 1958 en el XVII Congreso del PCU se establecen los lineamientos programáticos; síntesis de un esfuerzo por elaborar una teoría de la revolución uruguaya a partir de un estudio de situación de lucha de clases sociales en el país a mediados de siglo. Esta teoría incluía la construcción de la fuerza social de la revolución uruguaya: el Frente Democrático de Liberación Nacional (FDLN); como también la táctica política a llevar adelante basada en tres objetivos principales: la organización de todos los trabajadores del país en una única central en alianza con el más amplio espectro posible de sectores sociales, la unidad política de todas las fuerzas de izquierda y progresistas provenientes de todos los partidos en un solo frente y a la vez la construcción de un gran partido de cuadros y de masas apto para lograr los fines propuestos.

### El PCU en la izquierda y en la etapa pre-dictatorial
En 1962 se constituye el primer intento de unificación de la izquierda con la creación del FIDEL (Frente Izquierda de Liberación) que se logró conformar con el aporte del PCU, sectores independientes de izquierda y personalidades y grupos escindidos del Partido Colorado y el Partido Nacional. En 1965 se congregaron representantes de más de 300 organizaciones sociales uruguayas en el llamado "Congreso del Pueblo". Allí se sentaron las bases para que en 1966 se constituyera la Convención Nacional de Trabajadores (CNT).
Posteriormente en 1971 el PCU participó en la creación del Frente Amplio que adquiriría una doble condición simultánea de coalición de partidos y movimiento, ambos expresados en la composición de todos sus organismos de base y de dirección.
En 1973 las fuerzas armadas emiten los comunicados 4 y 7 que marcaron uno de los últimos hitos previos al quiebre institucional absoluto. Controversialmente el PCU emitió por medio de "El Popular" una editorial apoyando los comunicados del ejército con la idea de que el golpe tendría una base en el peruanismo. El grado de apoyo y la intencionalidad del PCU hacia esta situación ha sido motivo de discusión posterior.

### El PCU durante la dictadura militar 1973-1985
A partir del golpe de Estado del 27 de junio de 1973 el PCU pasó a operar en forma clandestina, apoyando la Huelga General que durante dos semanas paralizó el país y fue reprimida por las Fuerzas Armadas. A lo largo de los 12 años de la dictadura, miles de militantes del PCU fueron detenidos, torturados salvajemente y encarcelados por períodos de 3 a 10 años en cuarteles y el Penal de Presos Políticos ubicado en la ciudad de Libertad (Establecimiento Militar de Reclusión EMR N.º 1) o en Punta de Rieles las mujeres (EMR N.º 2). No obstante lo cual el funcionamiento clandestino del PCU no se detuvo. A la salida de la dictadura, con muchos muertos, miles de presos y muchos desaparecidos el PCU emerge con su organización golpeada pero plenamente operativa viéndose nutrida con elementos jóvenes (la llamada generación del '83) y con sindicalistas que habían mantenido viva la organización sindical CNT (que a fines de la dictadura hubo de denominarse PIT (Plenario Intersindical de Trabajadores), y luego de 1985 PIT-CNT.

### Alianzas electorales
En las elecciones de 1984, estando proscrito el PCU y el número de lista 1001, presentaron la agrupación Democracia Avanzada y la lista 10001.
En las elecciones de 1989, la imagen pública fue la de una lista 1001 despojada de contenidos comunistas. En esa votación fue la que obtuvieron la mejor votación de toda su historia, 4 senadores y 11 diputados.
Para las elecciones internas de 2019 presenta como candidato presidencial a Óscar Andrade, quedando en tercer lugar en la interna del Frente Amplio, por detrás de Daniel Martínez y Carolina Cosse, pero muy cerca de esta. Para las elecciones de octubre de ese año, realiza una alianza con Carolina Cosse y los diversos sectores que la apoyaron en su candidatura presidencial (excepto el MPP) bajo el sublema "Unidad para los cambios" obteniendo la segunda mejor votación de la historia, logrando dos bancas en el Senado.

### Crisis de los 90
A raíz del derrumbe del socialismo y la desaparición de la Unión Soviética el PCU (al igual que muchos otros partidos comunistas) vivió una grave crisis y con el alejamiento de Jaime Pérez y numerosos dirigentes del ámbito sindical como Thelman Borges, Félix Díaz, Óscar Groba, Enrique Pintado, Eduardo Platero, Juan Ángel Toledo, Andrés Toriani, Jorge Silvano, Rubén Villaverde, entre otros. En la legislatura 1990-1995 había numerosos legisladores electos por la lista 1001 que quedaron sin partido, como Gonzalo y Marcos Carámbula, León Lev, Andrés Toriani, Thelman Borges, Rafael Sanseviero.

## Dirigentes
Desde su fundación hasta 1955 el principal dirigente del PCU fue Eugenio Gómez. En ese mismo año Gómez es expulsado del partido por parte de un grupo encabezado por Rodney Arismendi, integrado entre otros por José Luis Massera otro líder histórico. A partir de ese año, Arismendi ocupó la secretaría general del Partido hasta su exilio.
Entre 1973 y 1985 se sucedieron varios Secretarios Generales, todos de forma clandestina, debido a la prohibición del partido por parte de la dictadura. Tras la recuperación de la democracia, Rodney Arismendi asume nuevamente como máximo dirigente, hasta su renuncia en 1988. Luego de esta, es sucedido por Jaime Pérez. 
A partir de 1992, y hasta 2006, ocupó la Secretaría General Marina Arismendi, hija de Rodney Arismendi, quien fue elegida en 2005 para ocupar el recién creado Ministerio de Desarrollo Social. Desde 2006 hasta 2017, el puesto de secretario general lo pasó a ocupar Eduardo Lorier, quien además fue durante gran parte de ese período senador de la República. Victorio Casartelli ocupó durante años el puesto de presidente del partido, siendo este cargo meramente de representación y no implicando la dirección política del partido, aunque sí muchas veces su representación ante la Mesa Política del Frente Amplio.[cita requerida]
En 2017, fue elegido por unanimidad como secretario general del PCU Juan Castillo, quien ocupaba en ese momento la Dirección Nacional de Trabajo dentro del Ministerio de Trabajo y Seguridad Social, puesto que abandonó para asumir la secretaría de su partido. Castillo fue reelegido en su cargo en 2022.

### Secretarios generales
Fundador: Ramón Benutti
| N.º | Secretario         | Secretario                                           | Mandato                  | Mandato    |
| N.º | Secretario         | Secretario                                           | Inicio                   | Fin        |
| --- | ------------------ | ---------------------------------------------------- | ------------------------ | ---------- |
| 1   | Bandera de Uruguay | Eugenio Gómez                                        | 21 de septiembre de 1920 | 1955       |
| 2   | Bandera de Uruguay | Rodney Arismendi                                     | 1955                     | 1973       |
| 3   | Bandera de Uruguay | Jaime Pérez (clandestino durante la dictadura)       | 1973                     | 1974       |
| 4   | Bandera de Uruguay | José Luis Massera (clandestino durante la dictadura) | 1974                     | 1975       |
| 5   | Bandera de Uruguay | Gerardo Cuesta (clandestino durante la dictadura)    | 1975                     | 1976       |
| 6   | Bandera de Uruguay | León Lev (clandestino durante la dictadura)          | 1976                     | 1979       |
| 7   | Bandera de Uruguay | José Pacella (clandestino durante la dictadura)      | 1979                     | 1981       |
| 8   | Bandera de Uruguay | Ramón Cabrera (clandestino durante la dictadura)     | 1981                     | 1985       |
| 9   | Bandera de Uruguay | Rodney Arismendi                                     | 1985                     | 1988       |
| 10  | Bandera de Uruguay | Jaime Pérez                                          | 1988                     | 1992       |
| 11  | Bandera de Uruguay | Marina Arismendi                                     | 1992                     | 2006       |
| 12  | Bandera de Uruguay | Eduardo Lorier                                       | 2006                     | 2017       |
| 13  | Bandera de Uruguay | Juan Castillo                                        | 2017                     | Actualidad |

## Congresos Nacionales
- I Congreso - celebrado en 1912
- II Congreso - celebrado en
- III Congreso - celebrado en
- IV Congreso - celebrado en
- V Congreso - celebrado en
- VI Congreso - celebrado en
- VII Congreso - celebrado en
- VIII Congreso - celebrado en
- IX Congreso - celebrado en
- X Congreso - celebrado en
- XI Congreso - celebrado en
- XII Congreso - celebrado en
- XIII Congreso - celebrado en
- XIV Congreso - celebrado en
- XVI Congreso - celebrado en setiembre de 1955[9]
- XVII Congreso - celebrado en agosto de 1958[9]
- XVIII Congreso - celebrado en julio de 1962[9]
- XIX Congreso - celebrado en agosto de 1966
- XX Congreso - celebrado en diciembre de 1970
- XXI Congreso - celebrado en diciembre de 1988
- XXII Congreso - celebrado en octubre de 1990
- XXIII Congreso - celebrado en
- XXIV Congreso - celebrado en junio de 1996[13]
- XXV Congreso - celebrado en noviembre de 1998
- XXVI Congreso - celebrado en diciembre de 2001
- XXVII Congreso - celebrado en
- XXVIII Congreso - celebrado en octubre de 2008
- XXIX Congreso - celebrado en diciembre de 2010[14]
- XXX Congreso - celebrado en diciembre de 2013[15]
- XXXI Congreso -  celebrado en junio de 2017[11]
- XXXII Congreso - celebrado en mayo de 2022[12]

## Elecciones

### Elecciones presidenciales
| N.º | Secretario         | Secretario          | Mandato | Mandato |
| N.º | Secretario         | Secretario          | Inicio  | Fin     |
| --- | ------------------ | ------------------- | ------- | ------- |
| 1°  | Bandera de Uruguay | Victorio Casartelli | ?       | 2019    |

| Elección | Candidatos                 | Primera vuelta | Primera vuelta | Segunda vuelta | Segunda vuelta                 | Resultado | Nota      |
| Elección | Candidatos                 | Votos          | %              | Votos          | %                              | Resultado | Nota      |
| -------- | -------------------------- | -------------- | -------------- | -------------- | ------------------------------ | --------- | --------- |
| 1938     |                            |                |                |                |                                |           |           |
| 1942     | Eugenio Gómez              | 14,330         | 2,5 %          | No electo      | Sin alianzas                   |           |           |
| 1946     | Eugenio Gómez              | 32,680         | 5,03 %         | No electo      | Sin alianzas                   |           |           |
| 1950     | Eugenio Gómez              | 19,026         | 2 %            | No electo      | Sin alianzas                   |           |           |
| 1954     | Eugenio Gómez              | 19,541         | 2.22 %         | No electo      | Sin alianzas                   |           |           |
| 1958     | Francisco R. Pintos        | 27,080         | 2.69 %         | No electo      | Sin alianzas                   |           |           |
| 1962     | Aguirre González Pastorino | 40,886         | 3.49 %         | No electo      | Frente Izquierda de Liberación |           |           |
| 1966     | Aguirre González Pastorino | 69,750         | 5.66 %         | No electo      | Frente Izquierda de Liberación |           |           |
| 1971     | Líber Seregni              | 304,275        | 18,28%         | No electo      | Frente Amplio                  |           |           |
| 1984     | Juan José Crottogini       | 401,104        | 21.26 %        | No electo      | Frente Amplio                  |           |           |
| 1989     | Líber Seregni              | 418,403        | 21.23 %        | No electo      | Frente Amplio                  |           |           |
| 1994     | Tabaré Vázquez             | 621,226        | 30.61 %        | No electo      | Frente Amplio                  |           |           |
| 1999     | Tabaré Vázquez             | 861,202        | 40.10 %        | No electo      | Frente Amplio                  | 982,049   | 45.87 %   |
| 2004     | Tabaré Vázquez             | 1,124,761      | 50.45 %        |                |                                | Sí electo |           |
| 2009     | José Mujica                | 1,105,262      | 47.96 %        | 1,197,638      | Frente Amplio                  | Sí electo | 54.63 %   |
| 2014     | Tabaré Vázquez             | 1,134,187      | 47.81 %        | 1,226,105      | Frente Amplio                  | Sí electo | 56.62 %   |
| 2019     | Daniel Martínez            | 949 376        | 39.02 %        | 1,152,271      | Frente Amplio                  | 49.21 %   | No electo |
| 2024     | Yamandú Orsi               | 1,071,826      | 43.86 %        | 1,212,833      | Frente Amplio                  | 52.00 %   | Sí electo |

### Elecciones legislativas
|  | 1,5 % |

|  | 2,5 % |

|  | 2,5 % |

|  | 4,9 % |

|  | 4,9 % |

|  | 2,3 % |

|  | 2,3 % |

|  | 2,2 % |

|  | 2,2 % |

|  | 2,7 % |

|  | 2,7 % |

|  | 3,5 % |

|  | 3,5 % |

|  | 5,7 % |

|  | 5,7 % |

|  | 5,9 % |

|  | 5,9 % |

|  | 9,5 % |

|  | 9,5 % |

|  | 2,9 % |

|  | 2,9 % |

|  | 3,1 % |

|  | 3,1 % |

|  | 3,0 % |

|  | 3,0 % |

|  | 3,0 % |

|  | 3,0 % |

|  | 6,3 % |

|  | 6,3 % |

|  | 5,2 % |

|  | 5,2 % |